# Wawel (Svalbard)
Wawel (norw. Waweltoppen) – góra na południowym Spitsbergenie, w Górach Piłsudskiego, o wysokości 935 m n.p.m. Nazwę nadała polska ekspedycja naukowa w 1934 roku.